# 罗纳尔德·马塔里塔

罗纳尔德·马塔里塔（西班牙語：Rónald Matarrita，1994年7月9日—），哥斯达黎加男子足球运动员，司职边锋、边后卫。他曾代表哥斯达黎加国家队参加2022年国际足联世界杯，结果队伍止步小组赛阶段。